# Erhard Brepohl
Erhard Brepohl (* 23. Februar 1930 in Arnstadt; † 13. August 2020 in Bad Doberan) war ein deutscher Goldschmied und Autor.

## Werdegang
Erhard Brepohl war der Sohn des Goldschmiedemeister Ernst Brepohl. Nach dem Abschluss der Schule erlernte er das Goldschmiedehandwerk. Die Lehre schloss er mit einer Gesellenprüfung ab. 1953 legte er die Meisterprüfung ab. Danach studierte er drei Jahre, um Berufsschullehrer zu werden. Danach baute er mit seinem Vater die zentrale Berufsschule für Goldschmiede in Arnstadt auf. An der Fachschule für angewandte Kunst Heiligendamm baute er ab 1960 die Abteilung Schmuckgestaltung auf. Ein weiteres Studium des allgemeinen Maschinenbaus absolvierte er bis 1969 in Warnemünde. An der Hochschule für industrielle Formgestaltung Halle, Burg Giebichenstein in Halle (Saale) studierte er bis 1974. Das Studium schloss er mit dem Abschluss Diplom-Designer ab. 1985 promovierte er mit einer Arbeit über Theophilus Presbyter, Goldschmiedekunst im Bereich Geschichte der Technik an der Bergakademie Freiberg in Sachsen. Ihm wurde anschließend der Professorentitel verliehen.
Er war Autor von zahlreichen Büchern zur Technik und Geschichte der Goldschmiedekunst, die in verschiedenen Sprachen übersetzt wurden.

## Schriften (Auswahl)
- Theorie und Praxis des Goldschmieds. Leipzig 1962; 17. Auflage 2015[2]
- mit Rudi Koch[3]: Schmuck und Uhren, Leipzig 1966; 6. Auflage 1988
- Kunsthandwerkliches Emaillieren, Leipzig 1979; 3. Auflage 1983
- Werkstattbuch Emaillieren. Technik und künstlerische Gestaltung.: Augustus-Verlag, Augsburg 1992
- Theophilus Presbyter und das mittelalterliche Kunsthandwerk. 2 Bände (Bd. 1: Malerei und Glas. Bd. 2: Goldschmiedekunst.). Böhlau, Köln u. a. 1999, ISBN 3-412-08698-3.
- Traktate über die Goldschmiedekunst und die Bildhauerei = I trattati dell'oreficeria e della scultura / Benvenuto Cellini. Auf der Grundlage der Übers. von Ruth und Max Fröhlich als Werkstattbuch kommentiert und hrsg. von Erhard Brepohl / 2005, ISBN 3-412-24705-7
- Theophilus Presbyter und das mittelalterliche Kunsthandwerk. Gesamtausgabe der Schrift „De diversis artibus“ in einem Band. Böhlau, Wien/Köln/Graz 2013, ISBN 978-3-412-20995-7.